# Концерт для фортепиано с оркестром № 1 (Чайковский)
Конце́рт № 1 для фортепиа́но с орке́стром си-бемоль минор, соч. 23 был написан П. И. Чайковским в 1874―1875 годах и впервые исполнен 25 октября 1875 года в Бостоне Гансом фон Бюловом с оркестром под управлением Бенджамина Ланга. Концерт №1 стал одним из самых известных и часто исполняемых классических произведений в мире.

## История создания и исполнения
Концерт создавался зимой 1874―1875 годов, относительно технических подробностей фортепианной партии Чайковский, предположительно, консультировался с П. А. Пабстом. Первоначально композитор посвятил произведение Николаю Рубинштейну, который должен был стать его первым исполнителем. На Рождество 1874 года Чайковский представил законченный, но ещё не оркестрованный концерт Рубинштейну, однако тот отозвался о сочинении весьма недоброжелательно, сказав, что оно «никуда не годится». Уязвлённый Чайковский отказался что-либо в нём менять (лишь через несколько лет он создаст его новую редакцию) и снял посвящение Рубинштейну. По совету пианиста Карла Клиндворта композитор отправил рукопись концерта Гансу фон Бюлову, который с радостью согласился его исполнить.
Премьера концерта состоялась 25 октября 1875 года в Бостоне в исполнении Бюлова с оркестром под управлением Бенджамина Ланга, и была одобрительно встречена публикой и критиками. С ещё большим успехом прошло исполнение концерта в Нью-Йорке 22 ноября того же года под управлением Вальтера Дамроша.
1 ноября 1875 концерт был впервые исполнен в России (в Петербурге) ― солировал Густав Кросс, за пультом стоял Эдуард Направник (Чайковскому исполнение не понравилось), а 3 декабря в Москве концерт сыграл Сергей Танеев. Оркестром дирижировал Николай Рубинштейн, который пересмотрел своё отношение к этому сочинению и в дальнейшем неоднократно сам с большим успехом исполнял его как пианист.
Ещё при жизни композитора Первый концерт стал весьма популярен. Он неоднократно звучал во время гастролей Чайковского по США в 1891 году, в том числе 9 мая на одном из инаугурационных концертов в честь открытия Карнеги-холла в Нью-Йорке, а также на последнем в жизни композитора концерте 16 октября 1893, где во втором отделении впервые исполнялась его Шестая «Патетическая» симфония (в обоих этих случаях солировала Адель аус дер Оэ).
В XX веке Первый концерт вошёл в репертуар ведущих мировых пианистов. Его исполняли и записывали Артур Рубинштейн, Владимир Горовиц, Эмиль Гилельс, Святослав Рихтер, Лев Оборин, Владимир Ашкенази, Михаил Плетнёв, Андрей Гаврилов.
В настоящее время подавляющее число пианистов исполняет этот концерт в третьей редакции, которая была опубликована А. Зилоти уже после смерти П. Чайковского. Ещё при жизни автора Зилоти уговаривал Чайковского внести угодные ему изменения, но Пётр Ильич на это согласия не дал. Зилоти после смерти Чайковского всё же опубликовал свою редакцию и именно эту редакцию исполняют современные пианисты. Авторскую редакцию в конце XX века исполнял Лазарь Берман. Есть ещё и редакция Юргенсона.
Концерт остаётся одним из самых популярных произведений Чайковского. С 1958 года в обязательную программу финального тура Международного конкурса имени П. И. Чайковского должен быть включён «один из фортепианных концертов Чайковского», но случаи исполнения конкурсантами Второго или Третьего концертов — по крайней мере, лауреатами конкурса — крайне редки. (Александр Канторов, получивший I премию и Гран-при Конкурса в 2019 году, играл Второй концерт.)

## Строение концерта
Концерт состоит из торжественно-грациозного вступления и трёх частей:
1. Allegro non troppo e molto maestoso ― Allegro con spirito.
2. Andantino semplice ― Prestissimo.
3. Allegro con fuoco.

Примерная длительность исполнения ― 35—40 минут.

### Первая часть

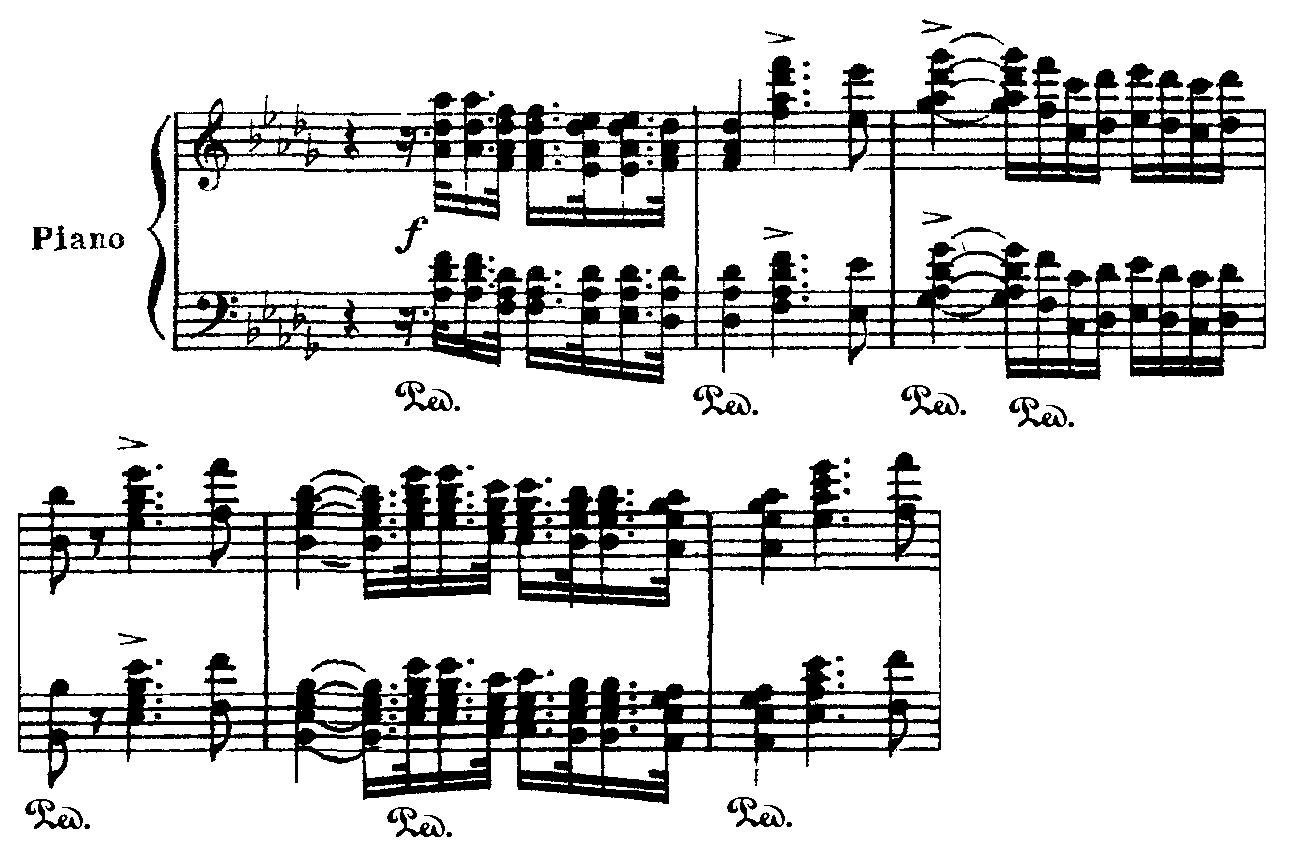
Главная тема из интродукции к первой части Концерта

Первая часть состоит из большой интродукции и сонатного allegro. Тема интродукции проходит три раза. Перед последним проведением темы Чайковский поместил большую виртуозную каденцию пианиста. Следующий после интродукции раздел построен аналогично первым частям симфонических циклов Чайковского. В нём есть трёхчастная главная партия и побочная партия, состоящая из двух тем. Реприза включает в себя развёрнутую каденцию фортепиано.

### Вторая часть
Во второй части композитор соединил характерные черты двух частей традиционного симфонического цикла — лирической части и скерцо. Она написана в излюбленной Чайковским трехчастной форме, в которой средняя часть контрастирует с крайними. Впоследствии этот принцип развил С. Рахманинов в своем Третьем фортепианном концерте. Во всех разделах этой части Концерта большое значение имеет вариационная форма развития тематического материала.

### Третья часть
Финал концерта написан в так называемой форме рондо-сонаты, часто встречающейся в концертной литературе XIX века. У Чайковского эта форма трактована интересно и оригинально: здесь образуются как бы три аналогичных друг другу малых цикла, состоящих из чередования нескольких образов. В последний цикл включена кода торжественного характера, основанная на преображённой теме побочной партии.

## Состав оркестра
Деревянные духовые
2 флейты
2 гобоя
2 кларнета
2 фагота
Медные духовые
4 валторны
2 трубы
3 тромбона
Ударные
литавры
Струнные
I и II скрипки
альты
виолончели
контрабасы
Соло фортепиано

## Известные аудиозаписи
- 1926 (редакция Зилоти с некоторыми поправками) — Василий Сапельников[англ.] (фортепиано), «Aeolian Orchestra», дирижёр — Стэнли Чэппл.
- 1958 (редакция Зилоти) — Ван Клиберн, RCA Victor Symphony Orchestra, дирижёр — Кирилл Кондрашин. Эта запись стала первой долгоиграющей пластинкой классической музыки, ставшей платиновой, получила премию «Грэмми», и в итоге является трижды платиновой (продано более миллиона копий).
- 1970 (редакция Зилоти) — Вернер Хаас[англ.] (фортепиано), оркестр Национальной оперы Монте-Карло, дирижёр — Элиаху Инбал.
- 1981 (редакция Зилоти) — Святослав Рихтер (фортепиано), Венский симфонический оркестр, дирижёр — Герберт фон Караян. Приз «Золотой диск» фирмы «Мелодия».
- 1986 (авторская редакция 1874—75 гг.) — Лазарь Берман (фортепиано), симфонический оркестр Берлинского радио, дирижёр — Юрий Темирканов.
- 1989 (авторская редакция 1874—75 гг.) — Джером Ловенталь (фортепиано), Лондонский симфонический оркестр, дирижёр — Серджиу Комиссиона.
- 1998 (редакция Зилоти) — Андрей Хотеев (фортепиано), Большой симфонический оркестр им. П. И. Чайковского, дирижёр — Владимир Федосеев.

## В массовой культуре
В декабре 2020 года Спортивный арбитражный суд принял решение о наказании российского спорта за систематическое использование допинга. Санкции включают в себя запрет на исполнение гимна России на международных соревнованиях до декабря 2022 года. Фрагмент из концерта для фортепиано с оркестром № 1 Петра Чайковского был утвержден в качестве замены гимна для олимпийских спортсменов из России на Играх в Токио и Пекине.

## Цитаты
Советский искусствовед Владимир Блок считал Концерт для фортепиано с оркестром № 1 прямым предшественником поздней Симфонии ми-бемоль мажор Чайковского, отмечая свойственный им «радостный колорит».
Пианист Андрей Гаврилов писал: «Первый концерт Чайковского сегодня — шлягер. Ни одно другое классическое произведение не играют так часто, в том числе и на всевозможных конкурсах. Это бесконечное повторение дискредитировало, измучило прекрасное, нежнейшее произведение. Злоупотребление первым концертом в СССР и в России на всяческих торжественных, в прошлом — коммунистических, сейчас — патриотических, празднествах привело к тому, что у многих русских людей концерт набил оскомину, а за рубежом его зачастую даже принимают за некий музыкальный апофеоз русского великодержавного шовинизма. А ведь это музыкальное сочинение, как бы сотканое из мелодических модуляций человеческой души, эта поющая, симфоническая философия жизни, этот сладкий русский симфонический экзистенциализм принадлежит едва ли не к десятку лучших созданий человеческого гения. Для исполнения первого концерта Чайковского нужно быть не только технически совершенным пианистом, но и обладать соответствующим жизненным опытом, быть в ладах с замечательной русской культурой девятнадцатого века, нужно глубоко понимать русскую религиозную философию или, как её иначе называют, органическую жизненную мудрость».